# 領域 (軟體工程)
軟體工程中的領域（domain）是電腦程式的目標主題區域。依正式的定義，領域表示特定軟體計劃的目標主題，不過範圍可能定義的大一點或小一點。例如，針對一個特定的軟體計劃，其目標是要建立某醫院的程式，則這個醫院就是軟體計劃的領域，也可以擴展計劃範圍，將領域改為「所有醫院」:352。在程式設計中，定義領域的方式是針對要解決此問題的程式，找到一組共通的需求、術語以及功能，此一作法稱為領域工程。domain也是application domain的同義詞
軟體工程中的領域常常是指應用程式想要處理的主題區域。換句話說，在應用程式開發時，領域是「應用程式邏輯所圍繞的知識和活動範圍。」—Andrew Powell-Morse

領域：知識、影響或是活動的範圍。使用者用程式要處理的主題區域即為軟體的領域—Eric Evans